# Ligne téléphonique

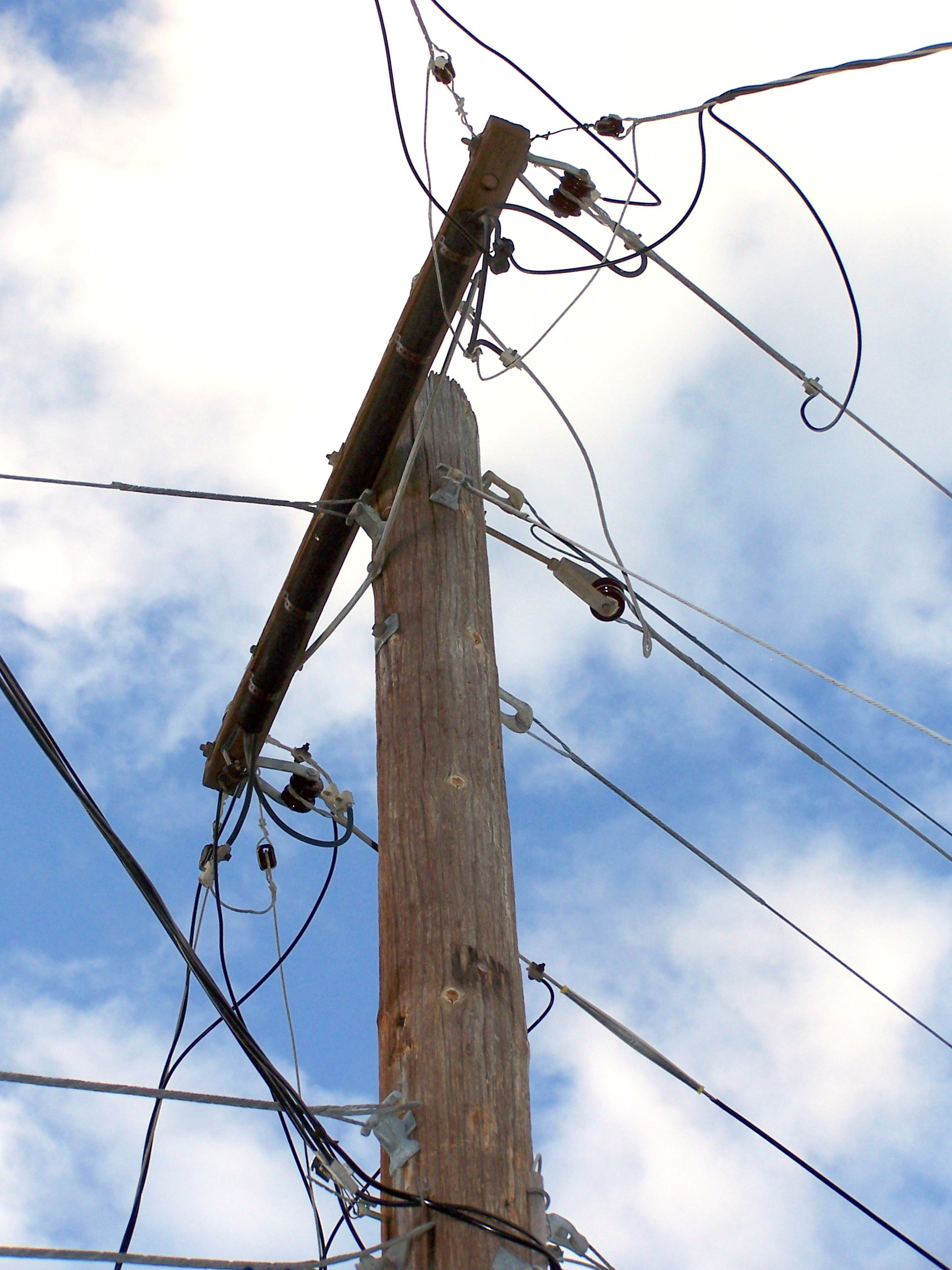
Poteau portant des fils téléphoniques.

Une ligne téléphonique ou un circuit téléphonique (ou simplement une ligne ou un circuit dans l'industrie) est un circuit de télécommunications composé d'une, ou plusieurs paires de fils physiques ou de tout autre moyen de communication, reliant le téléphone d'un utilisateur au réseau téléphonique. Avec l'évolution de la convergence numérique, les lignes téléphoniques transportent le plus souvent, en plus de la voix, tout type de signal pouvant être numérisé grâce aux liaisons ADSL.

## Description
Une ligne téléphonique était habituellement associée à un abonné avec au moins un numéro de téléphone utilisés pour acheminer les appels vers l'utilisateur et facturer les services utilisés par l’utilisateur.
Les lignes téléphoniques sont souvent connectées au réseau téléphonique public commuté, néanmoins le besoin de transmettre beaucoup d'autres informations que la téléphonie a obligé les opérateurs à faire évoluer ces lignes à tel point que certains opérateurs, tel Orange en France, suppriment la téléphonie directe par la ligne.

## Utilisation
Les lignes téléphoniques analogiques initialement utilisées pour fournir un service téléphonique fixe (téléphone, fax ou minitel) ont été, à partir des années 1970, progressivement abandonnées au profit d'un service d'accès numérique (ADSL ou VDSL) permettant la transmission de tout signal pouvant être numérisé (voix, image, vidéo, données informatiques) tout en continuant à utiliser le réseau téléphonique historique.
Cette numérisation permet progressivement de passer toutes les données numériques au travers de fibres optiques dont le taux de transfert est beaucoup plus rapide que les meilleures lignes téléphoniques et qui sont insensibles à la plupart des perturbations d’origines électromagnétiques.

## Réseau cellulaire
À partir des années 1990, l'apparition du téléphone mobile a accompagné l'installation de réseaux téléphoniques sans fil. Ce réseau téléphonique sans fil permet à un utilisateur de passer un appel téléphonique depuis un téléphone mobile, en mouvement et à distance de son lieu d’habitation.
Pour ce faire, les opérateurs de télécommunications ont déployé un vaste réseau téléphonique sans fil avec des milliers d'antennes-relais capables de diffuser des ondes radio sur tout le territoire pour pouvoir assurer ce service :  le réseau de téléphonie mobile, aussi appelé réseau cellulaire.
Les réseaux cellulaires sont raccordés au réseau téléphonique filaire historique et à Internet.

## PCM
Les systèmes PCM2, PCM4 et PCM11 permettent respectivement de concentrer 2, 4 et 11 lignes téléphoniques analogiques sur le même cable.

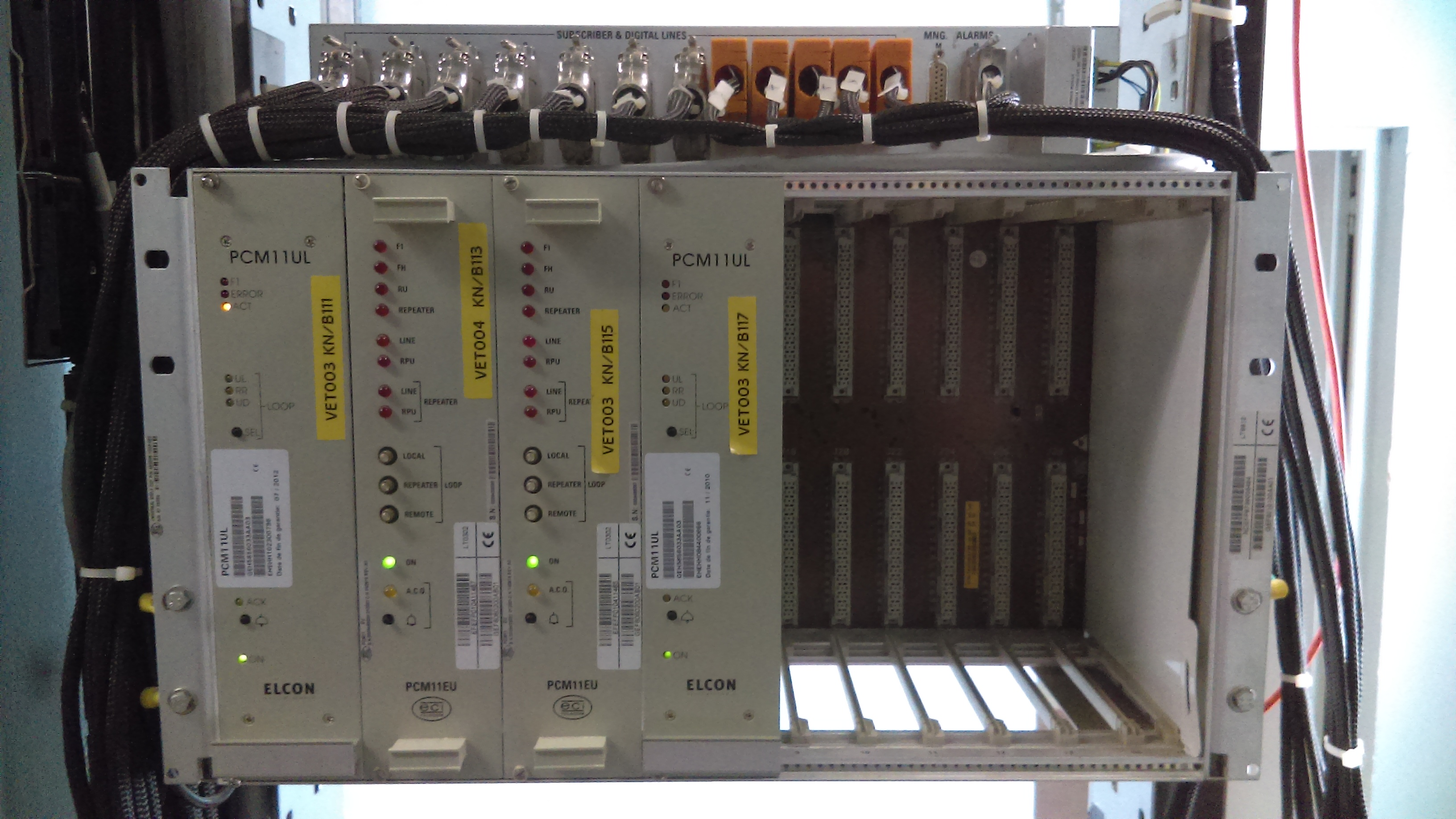
Châssis ELCON PCM11